# Stanley Holloway
Stanley Augustus Holloway (1. října 1890, Londýn, Spojené království – 30. ledna 1982 Littlehampton) byl anglický herec, zpěvák, konferenciér a komik.
Českým filmovým divákům bude patrně ponejvíce znám jakožto představitel Alfréda P. Doolitla z filmového muzikálu My Fair Lady z roku 1964, kde hrál otce hlavní hrdinky Lízy Doolittlové, kterou zde tehdy úspěšně ztvárnila Audrey Hepburnová.

## Filmografie, výběr
- 1945 Caesar a Kleopatra
- 1948 Hamlet
- 1951 Zlaté věže
- 1951 Kouzelná skříňka
- 1964 My Fair Lady
- 1965 Deset malých černoušků
- 1970 Soukromý život Sherlocka Holmese